# Биоспутник
Биоспутник —  космический аппарат, предназначенный для проведения биологических исследований. Изначально биоспутники конструировались ради проведения экспериментов по изучению воздействия космических полётов на здоровье живых организмов и, как следствие, обеспечения безопасности человека для будущих пилотируемых полётов. Впоследствии задачами биоспутников ставятся такие исследования, как изучение эффектов микрогравитации, влияния на организм длительной невесомости, возможностей защиты от космической радиации и т. д.

## История

### СССР и Россия
Первым в мире биоспутником является советский Спутник-2, нёсший на борту собаку Лайку и сконструированный ради проверки безопасности космических полётов для живого организма, однако без возможности возвращения на Землю. В 1960 году был запущен Спутник-5, который впервые возвратил исследуемых животных невредимыми на Землю. Запуски советских биоспутников серии «Спутник» проводились вплоть до первого полёта человека в космос в 1961 году.

#### «Бион»
В 70-е годы XX века СССР запустил новую программу «Бион», которая действует и по сей день. Серия «Бион» включает в себя 9 запусков, проведённых Советским Союзом, и ещё 3, реализованных Россией. Последний из них, в ходе которого был выведен на орбиту Бион-М1, осуществлён 14 марта 2013 года. На 2020-е годы запланированы сразу два проекта: Бион-М2 и Бион-М3.

#### «Фотон-М3»
Запуск 14, посадка 26 сентября 2007 года.
В космос отправились грызуны — двенадцать монгольских песчанок, а также пять ящериц-гекконов, по двадцать тритонов и виноградных улиток, три бабочки, тутовый шелкопряд, тараканы, несчётное число микроорганизмов и одна муха, полетевшая в космос «зайцем».

### США
В период с 1966 по 1969 гг. NASA провело три запуска космических аппаратов по программе «Биоспутник». Полёт первого из них, «Биоспутника-1», прошёл неудачно: из-за несрабатывания тормозного двигателя аппарат не вернулся на Землю, а сгорел в атмосфере. «Биоспутник-2» успешно выполнил поставленные научные задачи и благополучно приземлился. Миссия «Биоспутника-3» оказалась весьма успешной с технической точки зрения, однако научные результаты были поставлены под сомнение.